# Мечеть Туркменбаши Рухы
Мечеть Туркменбаши Рухы (туркм. Türkmenbaşy Ruhy Metjidi) — главная мечеть Туркменистана, самая крупная однокупольная мечеть в мире и крупнейшая в Центральной Азии. Названа в честь Сапармурата Туркменбаши — основателя и первого президента Туркменистана. Мечеть была официально открыта в 2004 году.

## История строительства
В закладке фундамента мечети осенью 2002 года принял участие лично Сапармурат Ниязов. Построена французской компанией Bouygues в 2004 году, в селе Кипчак, в 15 км от Ашхабада (в 2013 году включено в черту города), рядом с автомагистралью M37. При официальном открытии Сапармурат Ниязов попросил всех туркмен вместе с ним трижды повторить обращённые к Всевышнему слова:

 «Всемогущий Аллах, прими от нас эту мечеть. Это — твой дом».
Мечеть обошлась туркменской казне более чем в $100 миллионов. Её общая площадь составляет 18 тысяч квадратных метров, высота здания, построенного из белого мрамора, — 55 метров, а высота каждого из четырёх минаретов — 91 метр, символизируя 1991 год — год обретения государственной независимости Туркменистана. Мечеть способна вместить 10 тысяч верующих, одновременно могут молиться семь тысяч мужчин и три тысячи женщин. В здании располагаются ещё 8 входов, перед каждым из которых возвышаются арочные ворота и разбиты каскады фонтанов. В мечети предусмотрен подогрев пола, который выполнен в форме восьмиконечной звезды ковром площадью 215 квадратных метров. На территории мечети есть специальные помещения для омовений и проведения ритуальных мероприятий на 5 тысяч человек. Недалеко от мечети построена подземная автостоянка, рассчитанная на 100 автобусов и 400 автомобилей. Стены мечети украшены не только изречениями из Корана, но и цитатами из книги Сапармурата Ниязова «Рухнама».

## Мавзолей Сапармурата Ниязова
Рядом с мечетью одновременно был построен мавзолей президента, внутри которого расположено пять саркофагов. Четыре по углам — в них покоятся мать и отец Ниязова, а также два брата, погибшие во время землетрясения 1948 года. В центре, со времени строительства, находился саркофаг, предназначенный для самого Туркменбаши, в котором его и похоронили в 2006 году.
Мавзолей регулярно посещают лидеры иностранных государств.

## Галерея

Вид на мечеть
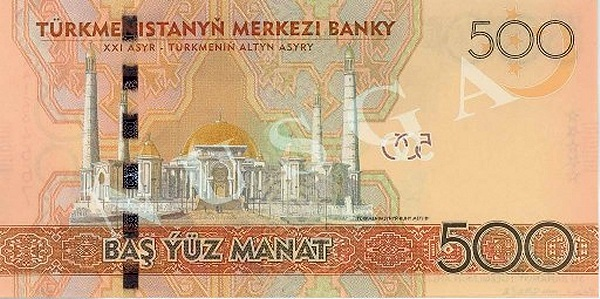
Мечеть на оборотной стороне неизданной купюры достоинством в 500 манат образца 2009 года